# Persone di cognome Wright
| Questa pagina contiene informazioni ricavate automaticamente dalle voci biografiche con l'ausilio del template Bio e di un bot. L'aggiornamento è periodico e automatico e ricostruisce completamente la pagina. Se manca una persona in questa lista, sei pregato di non aggiungerla, ma accertati piuttosto che la sua voce biografica contenga il template Bio e che i dati anagrafici siano correttamente compilati. Se il template Bio manca, inseriscilo tu stesso o, in alternativa, metti l'avviso {{tmp\|Bio}} che ne segnala la mancanza. Se i dati riportati sono sbagliati, correggi direttamente la voce biografica; le modifiche saranno visibili in questa lista entro pochi giorni. Per chiarimenti vedi il progetto antroponimi. La lista contiene solo le 254 persone che sono citate nell'enciclopedia e per le quali è stato implementato correttamente il template Bio. Pagina aggiornata al 7 ago 2025. |

Questa è una lista di persone presenti nell'enciclopedia che hanno il cognome Wright, suddivise per attività principale.

## Allenatori di calcio(6)
- Tommy Wright, allenatore di calcio e ex calciatore nordirlandese (Ballyclare, n. 1963)
- Alan Wright, allenatore di calcio e ex calciatore inglese (Ashton-under-Lyne, n. 1971)
- Frazer Wright, allenatore di calcio e ex calciatore scozzese (East Kilbride, n. 1979)
- Mark Wright, allenatore di calcio e ex calciatore inglese (Dorchester, n. 1963)
- Richard Wright, allenatore di calcio e ex calciatore inglese (Ipswich, n. 1977)
- Tommy Wright, allenatore di calcio e ex calciatore inglese (Kirby Muxloe, n. 1984)

## Allenatori di pallacanestro(1)
- Jay Wright, allenatore di pallacanestro e ex cestista statunitense (Churchville, n. 1961)

## Animatori(1)
- Justin Wright, animatore, disegnatore e sceneggiatore statunitense (Sacramento, n. 1981 - Emeryville, † 2008)

## Arbitri di calcio(1)
- José Roberto Wright, ex arbitro di calcio brasiliano (Rio de Janeiro, n. 1944)

## Architetti(1)
- Frank Lloyd Wright, architetto statunitense (Richland Center, n. 1867 - Phoenix, † 1959)

## Artigiani(1)
- George Wright, artigiano inglese

## Artisti(1)
- Cliff Wright, artista britannico (Newhaven, n. 1963)

## Astisti(1)
- Marc Wright, astista statunitense (Chicago, n. 1890 - Reading, † 1975)

## Astronomi(1)
- Thomas Wright, astronomo, matematico e architetto inglese (Byers Green, n. 1711 - Byers Green, † 1786)

## Atleti(1)
- Alex Wright, atleta irlandese (Londra, n. 1990)

## Attori(14)
- Ben Wright, attore e doppiatore britannico (Londra, n. 1915 - Burbank, † 1989)
- Dorsey Wright, attore statunitense (New York, n. 1957)
- George A. Wright, attore e regista statunitense (Norwalk, † 1937)
- Gunner Wright, attore statunitense (Chicago, n. 1973)
- Tom Wright, attore statunitense (Englewood, n. 1952)
- Jeffrey Wright, attore statunitense (Washington, n. 1965)
- Jackie Wright, attore britannico (Belfast, n. 1904 - Belfast, † 1989)
- Jude Wright, attore britannico (Londra, n. 1999)
- Max Wright, attore statunitense (Detroit, n. 1943 - Hermosa Beach, † 2019)
- Michael Wright, attore e doppiatore statunitense (New York, n. 1956)
- Samuel E. Wright, attore e doppiatore statunitense (Camden, n. 1946 - Walden, † 2021)
- Thomas M. Wright, attore australiano (Melbourne, n. 1983)
- Trevor Wright, attore e modello statunitense (Pomona, n. 1982)
- Will Wright, attore statunitense (San Francisco, n. 1894 - Hollywood, † 1962)

## Attrici(19)
- Sue Johnston, attrice britannica (Warrington, n. 1943)
- Paula Raymond, attrice statunitense (San Francisco, n. 1924 - Los Angeles, † 2003)
- Alison Wright, attrice inglese (Sunderland, n. 1976)
- Aloma Wright, attrice statunitense (New York, n. 1950)
- Amy Wright, attrice statunitense (Chicago, n. 1950)
- Bonnie Wright, attrice, modella e regista britannica (Londra, n. 1991)
- Gabriella Wright, attrice britannica (Stoke Newington, n. 1982)
- Jenny Wright, attrice statunitense (New York, n. 1962)
- J. Madison Wright, attrice e insegnante statunitense (Cincinnati, n. 1984 - Lexington, † 2006)
- Laura Wright, attrice televisiva statunitense (Clinton, n. 1970)
- Letitia Wright, attrice britannica (Georgetown, n. 1993)
- Marbeth Wright, attrice e cantante statunitense (Crawford, n. 1915 - Los Angeles, † 1939)
- Margaret Wright, attrice e doppiatrice statunitense (New York, n. 1917 - Los Angeles, † 1999)
- Teresa Wright, attrice statunitense (New York, n. 1918 - New Haven, † 2005)
- N'Bushe Wright, attrice statunitense (New York, n. 1970)
- Robin Wright, attrice, regista e produttrice cinematografica statunitense (Dallas, n. 1966)
- Sarah Wright, attrice statunitense (Louisville, n. 1983)
- Tandi Wright, attrice neozelandese (Lusaka, n. 1970)
- Tanya Wright, attrice, scrittrice e regista statunitense (New York)

## Attrici pornografiche(1)
- Whitney Wright, attrice pornografica statunitense (Oklahoma City, n. 1991)

## Attrici teatrali(2)
- Amra-Faye Wright, attrice teatrale, ballerina e cantante sudafricana (n. 1960)
- Mabel Wright, attrice teatrale statunitense (n. 1880 - † 1972)

## Autori di videogiochi(1)
- Will Wright, autore di videogiochi e informatico statunitense (Atlanta, n. 1960)

## Avvocati(1)
- Jonathan Jasper Wright, avvocato e magistrato statunitense (Contea di Luzerne, n. 1840 - † 1885)

## Banchieri(1)
- James Hood Wright, banchiere, dirigente d'azienda e imprenditore statunitense (Filadelfia, n. 1836 - New York, † 1894)

## Bassisti(2)
- Chuck Wright, bassista statunitense (Los Angeles, n. 1959)
- Pete Wright, bassista britannico

## Batteriologi(1)
- Almroth Wright, batteriologo e immunologo britannico (Middleton Tyas, n. 1861 - Farnham Common, † 1947)

## Batteristi(2)
- Tré Cool, batterista statunitense (Francoforte sul Meno, n. 1972)
- Simon Wright, batterista britannico (Manchester, n. 1963)

## Biatleti(1)
- Campbell Wright, biatleta neozelandese (Rotorua, n. 2002)

## Biblisti(1)
- George Ernest Wright, biblista, archeologo e pastore protestante statunitense (Ohio, n. 1909 - Harvard, † 1974)

## Bobbisti(1)
- Neville Wright, ex bobbista e ex velocista canadese (Edmonton, n. 1980)

## Calciatori(22)
- Akil Wright, calciatore inglese (Derby, n. 1996)
- Bailey Wright, calciatore australiano (Melbourne, n. 1992)
- Barrie Wright, ex calciatore inglese (Bradford, n. 1945)
- Benjamin Wright, ex calciatore inglese (Münster, n. 1980)
- Callum Wright, calciatore inglese (Huyton, n. 2000)
- David Wright, ex calciatore inglese (Warrington, n. 1980)
- Drey Wright, calciatore inglese (Greenwich, n. 1995)
- Gordon Wright, calciatore inglese (Earlsfield Green, n. 1884 - Johannesburg, † 1947)
- Haji Wright, calciatore statunitense (Los Angeles, n. 1998)
- Hector Wright, ex calciatore giamaicano (n. 1969)
- Ray Wright, calciatore inglese (Pontefract, n. 1918 - Luton, † 1987)
- Joe Wright, calciatore gallese (Monk Fryston, n. 1995)
- Doug Wright, calciatore inglese (Rochford, n. 1917 - Bedlington, † 1992)
- Josh Wright, calciatore inglese (Bethnal Green, n. 1989)
- Kevin Wright, calciatore sierraleonese (Londra, n. 1995)
- Mick Wright, ex calciatore inglese (Ellesmere Port, n. 1946)
- Ralph Wright, calciatore inglese (Newcastle upon Tyne, n. 1947 - † 2020)
- Scott Wright, calciatore scozzese (Balmedie, n. 1997)
- Stephen Wright, ex calciatore inglese (Bootle, n. 1980)
- Stephen Peter Wright, ex calciatore britannico (Clacton-on-Sea, n. 1959)
- Tommy Wright, ex calciatore inglese (Liverpool, n. 1944)
- Billy Wright, calciatore e allenatore di calcio inglese (Ironbridge, n. 1924 - Londra, † 1994)

## Canottieri(1)
- Joseph Wright, canottiere canadese (Villanova, n. 1864 - Toronto, † 1950)

## Cantanti(8)
- Danny Wright, cantante, tastierista e tecnico del suono statunitense (Cresskill, n. 1946)
- Edythe Wright, cantante statunitense (Bayonne, n. 1916 - Point Pleasant, † 1965)
- Gary Wright, cantante, tastierista e attore statunitense (Cresskill, n. 1943 - Palos Verdes Estates, † 2023)
- Henry Wright, cantante e attore statunitense (Newark, n. 1933)
- Jaguar Wright, cantante statunitense (Filadelfia, n. 1977)
- Michelle Wright, cantante canadese (Chatham-Kent, n. 1961)
- Stevie Wright, cantante britannico (Leeds, n. 1947 - Moruya, † 2015)
- Syreeta Wright, cantante e paroliera statunitense (Pittsburgh, n. 1946 - Los Angeles, † 2004)

## Cantautori(1)
- Richard Wright, cantautore, tastierista e polistrumentista britannico (Londra, n. 1943 - Londra, † 2008)

## Cantautrici(3)
- Betty Wright, cantautrice statunitense (Miami, n. 1953 - Miami, † 2020)
- Chely Wright, cantautrice statunitense (Kansas City, n. 1970)
- Shannon Wright, cantautrice statunitense (Jacksonville)

## Cardinali(1)
- John Joseph Wright, cardinale statunitense (Boston, n. 1909 - Cambridge, † 1979)

## Cestiste(3)
- Monica Wright, ex cestista, allenatrice di pallacanestro e dirigente sportiva statunitense (San Antonio, n. 1988)
- Shereka Wright, ex cestista e allenatrice di pallacanestro statunitense (Copperas Cove, n. 1981)
- Tanisha Wright, ex cestista e allenatrice di pallacanestro statunitense (Brooklyn, n. 1983)

## Cestisti(34)
- Bracey Wright, ex cestista e allenatore di pallacanestro statunitense (The Colony, n. 1984)
- Brad Wright, ex cestista e allenatore di pallacanestro statunitense (Hollywood, n. 1962)
- Brent Wright, ex cestista statunitense (Miami, n. 1978)
- Howie Wright, ex cestista statunitense (Louisville, n. 1947)
- Jim Wright, cestista statunitense (Queens, n. 1959 - † 2022)
- Joby Wright, ex cestista e allenatore di pallacanestro statunitense (n. 1950)
- Leroy Wright, cestista e allenatore di pallacanestro statunitense (New York, n. 1938 - Charlotte, † 2020)
- Lonnie Wright, cestista e giocatore di football americano statunitense (Newark, n. 1944 - South Orange, † 2012)
- Zack Wright, ex cestista statunitense (Austin, n. 1985)
- Antoine Wright, ex cestista statunitense (West Covina, n. 1984)
- Brandan Wright, ex cestista statunitense (Nashville, n. 1987)
- Cashmere Wright, ex cestista statunitense (Savannah, n. 1990)
- Chris Wright, ex cestista statunitense (Trotwood, n. 1988)
- Chris Wright, cestista statunitense (Bowie, n. 1989)
- Delon Wright, cestista statunitense (Los Angeles, n. 1992)
- Dion Wright, cestista statunitense (Lakewood, n. 1991)
- Dorell Wright, ex cestista statunitense (Los Angeles, n. 1985)
- Howard Wright, ex cestista statunitense (San Diego, n. 1967)
- Joel Wright, cestista statunitense (Brooklyn, n. 1990)
- Joey Wright, ex cestista e allenatore di pallacanestro statunitense (Alton, n. 1968)
- Julian Wright, ex cestista statunitense (Chicago Heights, n. 1987)
- Keith Wright, cestista statunitense (Suffolk, n. 1989)
- Larry Wright, ex cestista e allenatore di pallacanestro statunitense (Monroe, n. 1954)
- Lorenzen Wright, cestista statunitense (Memphis, n. 1975 - Memphis, † 2010)
- Marquis Wright, cestista statunitense (Waldorf, n. 1995)
- Matthew Wright, cestista canadese (Toronto, n. 1991)
- Michael Wright, cestista statunitense (Chicago, n. 1980 - Brooklyn, † 2015)
- Moses Wright, cestista statunitense (Raleigh, n. 1998)
- Rashad Wright, ex cestista statunitense (Statesboro, n. 1982)
- Rasheed Wright, ex cestista statunitense (Greensboro, n. 1980)
- Rasheim Wright, ex cestista statunitense (Filadelfia, n. 1981)
- Ryan Wright, cestista canadese (Toronto, n. 1987)
- Sharone Wright, ex cestista statunitense (Macon, n. 1973)
- TrayVonn Wright, ex cestista statunitense (Waterloo, n. 1991)

## Chimici(1)
- Gerry Wright, chimico canadese

## Cicliste su strada(1)
- Sophie Wright, ciclista su strada, mountain biker e ciclocrossista britannica (Norwich, n. 1999)

## Ciclisti su strada(2)
- Fred Wright, ciclista su strada e pistard britannico (Londra, n. 1999)
- Michael Wright, ex ciclista su strada britannico (Bishop's Stortford, n. 1941)

## Comici(1)
- Steven Wright, comico e attore statunitense (Cambridge, n. 1955)

## Compositori(1)
- Tim Wright, compositore e musicista britannico (Wrexham, n. 1967)

## Contrabbassisti(1)
- Eugene Wright, contrabbassista statunitense (Chicago, n. 1923 - Los Angeles, † 2020)

## Corsari(1)
- William Wright, corsaro inglese († 1682)

## Curatori editoriali(1)
- Farnsworth Wright, curatore editoriale statunitense (Santa Barbara, n. 1888 - Manhattan, † 1940)

## Danzatrici(1)
- Belinda Wright, ballerina inglese (Southport, n. 1929 - Zurigo, † 2007)

## Danzatrici su ghiaccio(1)
- Pamela Weight, ex danzatrice su ghiaccio britannica

## Discoboli(1)
- Chad Wright, discobolo giamaicano (Kingston, n. 1991)

## Drammaturghi(3)
- Craig Wright, commediografo, sceneggiatore e produttore televisivo statunitense (Porto Rico, n. 1965)
- Doug Wright, drammaturgo, librettista e sceneggiatore statunitense (Dallas, n. 1962)
- Nicholas Wright, drammaturgo e sceneggiatore britannico (Città del Capo, n. 1940)

## Fantini(1)
- Walter Wright, fantino inglese

## Filologhe(1)
- Wilmer Cave Wright, filologa classica britannica (Birmingham, n. 1868 - Bryn Mawr, † 1951)

## Filosofi(2)
- Chauncey Wright, filosofo statunitense (Northampton, n. 1830 - Cambridge, † 1875)
- Georg Henrik von Wright, filosofo finlandese (Helsinki, n. 1916 - Helsinki, † 2003)

## Fisici(1)
- Charles Seymour Wright, fisico e esploratore canadese (Toronto, n. 1887 - Saltspring Island, † 1975)

## Fumettisti(1)
- Bill Wright, fumettista statunitense (Los Angeles, n. 1917 - Los Angeles, † 1984)

## Genetisti(1)
- Sewall Wright, genetista statunitense (Melrose, n. 1889 - Madison, † 1988)

## Geografi(1)
- John Kirtland Wright, geografo statunitense (Cambridge, n. 1891 - Hanover, † 1969)

## Giocatori di baseball(2)
- David Wright, ex giocatore di baseball statunitense (Norfolk, n. 1982)
- Steven Wright, giocatore di baseball statunitense (Torrance, n. 1984)

## Giocatori di football americano(22)
- Alex Wright, giocatore di football americano statunitense (Elba, n. 2000)
- Anthony Wright, ex giocatore di football americano statunitense (Vanceboro, n. 1976)
- Brock Wright, giocatore di football americano statunitense (Cypress, n. 1998)
- Darnell Wright, giocatore di football americano statunitense (Huntington, n. 2001)
- Eric Wright, giocatore di football americano statunitense (San Francisco, n. 1985)
- Gabe Wright, giocatore di football americano statunitense (Columbus, n. 1993)
- George Wright, ex giocatore di football americano statunitense (Houston, n. 1947)
- Isaiah Wright, giocatore di football americano statunitense (Waterbury, n. 1997)
- Jacob Wright, giocatore di football americano statunitense (Tallahassee, n. 1997)
- James Wright, giocatore di football americano statunitense (n. 1991)
- Jarius Wright, giocatore di football americano statunitense (Warren, n. 1989)
- Jaylen Wright, giocatore di football americano statunitense (Raleigh, n. 2003)
- Kendall Wright, giocatore di football americano statunitense (Mount Pleasant, n. 1989)
- Rayfield Wright, giocatore di football americano statunitense (Griffin, n. 1945 - † 2022)
- Major Wright, ex giocatore di football americano statunitense (Lauderdale Lakes, n. 1988)
- Maurice Wright, giocatore di football americano statunitense (Oklahoma City, n. 1998)
- Nahshon Wright, giocatore di football americano statunitense (East Palo Alto, n. 1998)
- Randy Wright, ex giocatore di football americano statunitense (St. Charles, n. 1961)
- Shareece Wright, giocatore di football americano statunitense (Colton, n. 1987)
- Steve Wright, giocatore di football americano statunitense (Louisville, n. 1942 - Augusta, † 2025)
- Tim Wright, giocatore di football americano statunitense (Neptune Township, n. 1990)
- Zach Wright, giocatore di football americano statunitense (Kimberly, n. 1998)

## Giocatori di freccette(1)
- Peter Wright, giocatore di freccette scozzese (Livingston, n. 1970)

## Giocatori di polo(1)
- Guillermo Hayden Wright, giocatore di polo messicano (n. 1872 - † 1949)

## Giocatrici di badminton(1)
- Joanne Goode, ex giocatrice di badminton britannica (Harlow, n. 1972)

## Giocatrici di curling(1)
- Vicky Wright, giocatrice di curling scozzese (Dumfries, n. 1993)

## Giornalisti(3)
- Evan Wright, giornalista statunitense (Cleveland, n. 1964 - Los Angeles, † 2024)
- Jonathan Wright, giornalista, saggista e traduttore inglese (Briton, n. 1962)
- Lawrence Wright, giornalista, saggista e sceneggiatore statunitense (Oklahoma City, n. 1947)

## Hockeisti su ghiaccio(2)
- John Wright, ex hockeista su ghiaccio canadese (Toronto, n. 1948)
- Keith Wright, ex hockeista su ghiaccio canadese (Aurora, n. 1944)

## Ingegneri(1)
- Chris Wright, ingegnere, imprenditore e politico statunitense (Trotwood, n. 1965)

## Linguisti(1)
- Joseph Wright, linguista britannico (Idle, n. 1855 - Oxford, † 1930)

## Lottatori(1)
- Herbert Wright, lottatore britannico (Bolton, n. 1894 - Bolton, † 1982)

## Lunghisti(1)
- Andwuelle Wright, lunghista trinidadiano (n. 1997)

## Matematici(1)
- Edward M. Wright, matematico inglese (Farnley, n. 1906 - Reading, † 2005)

## Medici(1)
- William Wright, medico e botanico britannico (Crieff, n. 1735 - Edimburgo, † 1819)

## Mezzosoprani(1)
- Laura Wright, mezzosoprano e cantante britannica (Suffolk, n. 1990)

## Militari(1)
- Theodore Wright, militare britannico (Hove, n. 1883 - Vailly, † 1914)

## Opinionisti(1)
- Ian Wright, opinionista e ex calciatore inglese (Londra, n. 1963)

## Orientalisti(1)
- William Wright, orientalista inglese (Mullye, n. 1830 - Cambridge, † 1889)

## Pallanuotisti(1)
- Adam Wright, pallanuotista statunitense (Huntington Beach, n. 1977)

## Patologi(1)
- James Homer Wright, patologo statunitense (Pittsburgh, n. 1869 - Boston, † 1928)

## Pionieri dell'aviazione(1)
- Fratelli Wright, pioniere dell'aviazione, ingegnere e inventore statunitense (Millville, n. 1867 - Dayton, † 1912)

## Pittori(1)
- John Michael Wright, pittore britannico (Londra, n. 1617 - Londra, † 1694)

## Poetesse(2)
- Carolyn D. Wright, poetessa statunitense (Mountain Home, n. 1949 - Barrington, † 2016)
- Judith Wright, poetessa australiana (Armidale, n. 1915 - Canberra, † 2000)

## Poeti(3)
- Charles Wright, poeta e traduttore statunitense (Pickwick Dam, n. 1935)
- Franz Wright, poeta e traduttore statunitense (Vienna, n. 1953 - Waltham, † 2015)
- James Wright, poeta statunitense (Martins Ferry, n. 1927 - New York, † 1980)

## Politici(4)
- Ron Wright, politico statunitense (Jacksonville, n. 1953 - Dallas, † 2021)
- James Wright, politico britannico (Londra, n. 1716 - Londra, † 1785)
- Jonathan C. Wright, politico statunitense (Winfield, n. 1966)
- Luke Edward Wright, politico statunitense (n. 1846 - Memphis, † 1922)

## Produttori cinematografici(1)
- Brad Wright, produttore cinematografico e sceneggiatore canadese (Toronto, n. 1961)

## Produttori discografici(1)
- Toby Wright, produttore discografico e tecnico del suono statunitense

## Pugili(3)
- Chalky Wright, pugile messicano (Durango, n. 1912 - Los Angeles, † 1957)
- Johnny Wright, pugile britannico (Londra, n. 1929 - Blandford Forum, † 2001)
- Winky Wright, ex pugile statunitense (Washington, n. 1971)

## Rapper(1)
- Dizzy Wright, rapper statunitense (Flint, n. 1990)

## Registi(6)
- Dean Wright, regista statunitense (n. 1962)
- Edgar Wright, regista, sceneggiatore e produttore cinematografico britannico (Poole, n. 1974)
- Fred E. Wright, regista inglese (Dover, n. 1871 - Los Angeles, † 1936)
- Geoffrey Wright, regista e sceneggiatore australiano (Melbourne, n. 1959)
- Joe Wright, regista e produttore cinematografico britannico (Londra, n. 1972)
- Walter Wright, regista statunitense (Ohio, n. 1885 - Los Angeles, † 1958)

## Rugbisti a 15(1)
- Terry Wright, ex rugbista a 15 neozelandese (Auckland, n. 1963)

## Sceneggiatori(1)
- Ralph Wright, sceneggiatore statunitense (Grants Pass, n. 1908 - Los Osos, † 1983)

## Scenografi(1)
- Joseph C. Wright, scenografo statunitense (Chicago, n. 1892 - Oceanside, † 1985)

## Sciatori alpini(2)
- Patrick Wright, ex sciatore alpino canadese (n. 1986)
- Spencer Wright, ex sciatore alpino statunitense (n. 1999)

## Sciatrici alpine(1)
- Isabella Wright, sciatrice alpina statunitense (n. 1997)

## Scrittori(6)
- S. S. Van Dine, scrittore e critico d'arte statunitense (Charlottesville, n. 1887 - New York, † 1939)
- Edward Wright, scrittore e giornalista statunitense (Hot Springs, n. 1939 - Los Angeles, † 2015)
- Ernest Vincent Wright, scrittore statunitense (n. 1872 - † 1939)
- John C. Wright, scrittore statunitense (n. 1961)
- Richard Wright, scrittore statunitense (Natchez, n. 1908 - Parigi, † 1960)
- S. Fowler Wright, scrittore britannico (Suffolk, n. 1874 - † 1965)

## Scrittrici(3)
- Alexis Wright, scrittrice australiana (Cloncurry, n. 1950)
- Frances Wright, scrittrice scozzese (Dundee, n. 1795 - Cincinnati, † 1852)
- L. R. Wright, scrittrice canadese (Saskatoon, n. 1939 - Vancouver, † 2001)

## Sociologi(1)
- Erik Olin Wright, sociologo, saggista e attivista statunitense (Berkeley, n. 1947 - † 2019)

## Tastieristi(1)
- Bernard Wright, tastierista e cantante statunitense (Jamaica, n. 1963 - Dallas, † 2022)

## Tennisti(1)
- Beals Wright, tennista statunitense (Boston, n. 1879 - Alton, † 1961)

## Terroristi(1)
- Billy Wright, terrorista britannico (Wolverhampton, n. 1960 - Long Kesh, † 1997)

## Thaiboxer(1)
- Sean Wright, thaiboxer, kickboxer e artista marziale scozzese (Glasgow, n. 1981)

## Velocisti(1)
- Lorenzo Wright, velocista e lunghista statunitense (Detroit, n. 1926 - Detroit, † 1972)

## Vescovi anglicani(1)
- Nicholas Thomas Wright, vescovo anglicano e teologo inglese (Morpeth, n. 1948)

## Vescovi cattolici(1)
- Roderick Wright, vescovo cattolico scozzese (Glasgow, n. 1940 - Napier, † 2005)

## Wrestler(4)
- The Boogeyman, wrestler statunitense (Phoenix, n. 1964)
- The Godfather, ex wrestler statunitense (Las Vegas, n. 1961)
- Alex Wright, ex wrestler tedesco (Norimberga, n. 1975)
- Juanita Wright, wrestler statunitense (Saint Louis, n. 1934 - Saint Louis, † 1996)

## Senza attività specificata(1)
- Peter Wright, ex ballerino, coreografo e direttore artistico britannico (Londra, n. 1926)